# Jordi Martín
Jordi Martín, pseudonimo di Jorge Martín Camuñas (Madrid, 5 gennaio 2001), è un calciatore spagnolo, centrocampista dell'Huesca.

## Carriera
Martín è entrato a far parte del settore giovanile del Real Madrid nel 2012, proveniente dal Getafe. Nel 2019 è stato promosso nel Castilla dove ha debuttato il 25 agosto nell'incontro di Segunda División B pareggiato 1-1 contro il Las Rozas.
Il 12 gennaio 2021 ha fatto ritorno in prestito al Getafe che lo ha assegnato alla squadra B. Il 10 luglio 2021 è stato prestato al Talavera de la Reina per un anno e nel 2022 è stato assegnato all'RSC Internacional in Tercera Federación.
Il 18 agosto 2023 è stato acquistato a titolo definitivo dal Getafe che lo ha inizialmente assegnato alla squadra B. L'8 dicembre ha esordito in Primera División nell'incontro vinto 1-0 contro il Valencia.

## Statistiche

### Presenze e reti nei club
Statistiche aggiornate al 4 febbraio 2024.
| Stagione        | Squadra              | Campionato      | Campionato | Campionato | Coppe nazionali | Coppe nazionali | Coppe nazionali | Coppe continentali | Coppe continentali | Coppe continentali | Altre coppe | Altre coppe | Altre coppe | Totale | Totale | Totale |
| Stagione        | Squadra              | Comp            | Pres       | Reti       | Comp            | Pres            | Reti            | Comp               | Pres               | Reti               | Comp        | Pres        | Reti        | Pres   | Reti   |        |
| --------------- | -------------------- | --------------- | ---------- | ---------- | --------------- | --------------- | --------------- | ------------------ | ------------------ | ------------------ | ----------- | ----------- | ----------- | ------ | ------ | ------ |
| 2019-2020       | Real M. Castilla     | SDB             | 20         | 1          |                 | -               | -               |                    | -                  | -                  |             | -           | -           | 20     | 1      |        |
| gen.-giu. 2021  | Getafe B             | SDB             | 13         | 1          |                 | -               | -               |                    | -                  | -                  |             | -           | -           | 13     | 1      |        |
| 2021-2022       | Talavera de la Reina | PDR             | 14         | 0          | CR              | 2               | 0               |                    | -                  | -                  |             | -           | -           | 16     | 0      |        |
| 2022-2023       | RSC Internacional    | TF              | 29         | 1          |                 | -               | -               |                    | -                  | -                  |             | -           | -           | 29     | 1      |        |
| 2023-2024       | Getafe B             | SF              | 12         | 0          |                 | -               | -               |                    | -                  | -                  |             | -           | -           | 12     | 0      |        |
| 2023-2024       | Getafe               | PD              | 5          | 0          | CR              | 3               | 1               |                    | -                  | -                  |             | -           | -           | 8      | 1      |        |
| Totale carriera | Totale carriera      | Totale carriera | 93         | 3          |                 | 5               | 1               |                    | -                  | -                  |             | -           | -           | 98     | 4      |        |